# Окулевич, Олег Георгиевич
Олег Георгиевич Окулевич (1921—2006) — русский театральный актёр.

## Биография

О.Г. Окулевич в роли Раскольникова. Театр им. В. Ф. Комиссаржевской

Родился 10 декабря 1921 года в Тавризе (Иран), где временно работали его родители.
Переехав с семьёй в Москву и окончив среднюю школу, он поступает в театральное училище им. Щепкина на курс к педагогу и режиссёру Николаю Васильевичу Демидову.
Во время Великой Отечественной войны Окулевич в составе фронтовых бригад ГИТИСа ездит с концертами по частям действующей армии.
В период 1950—1954 гг. несколько сезонов Окулевич проработал в Петрозаводском республиканском театре русской драмы.
В 1956 году начал работу в Ленинграде, в театре им. Ленинского комсомола.
Множество работ было создано Окулевичем на сценах театров Ленкома, им. Ленсовета, но более всего — в театре им. Комиссаржевской.
1970-1980-е годы играл в театрах Северодвинска, Пскова, Таганрога и других городов.
Много лет Олег Георгиевич посвятил жанру «театра одного актёра». Им были созданы моноспектакли «Моцарт и Сальери», «Скупой рыцарь» и «Борис Годунов» Пушкина, а также работы по произведениям Тургенева и Беккета.
За 65 лет служения искусству театра Олег Окулевич сыграл более 90 театральных ролей и более 50-ти в кино, на радио и телевидении.
Жена - Ласкина Маргарита Николаевна (24 декабря 1921 - 3 марта 2020) - театровед, кандидат философских наук.

## Творчество

### Роли в театре

#### 1941-1950 гг.
- «Привидения» Г. Ибсена — Освальд
- «Они жили в Ленинграде» О. Бергольц — Никита
- «Хлеб наш насущный» Н. Вирта — Рогов
- «Забавный случай» К. Гольдони — Филиберт (Театр Промкооперации, реж. Ю. Коршун, худ.рук. Ю. Завадский)
- «Последние» М. Горького — Пётр и Яков (4-й Гастрольный театр — худ.рук. Н. В. Демидов)

#### 1950-1955 гг.
(Республиканский театр русской драмы г. Петрозаводска, режиссёры И. С. Ольшвангер и М. В. Сулимов)
- «Гамлет» В. Шекспира — Гамлет
- «Поздняя любовь» А. Островского — Маргаритов
- «Двенадцатая ночь» В. Шекспира  — герцог Орсино
- «С любовью не шутят» П. Кальдерона — Дон Алонсо
- «Закон Ликурга» по «Американской трагедии» Т. Драйзера — Артур Кинселла

#### 1955-1969 гг.
- «Униженные и оскорблённые» Ф. Достоевского — Иван Петрович
- «Дети солнца» М. Горького — Протасов
- «Бесприданница» А. Островского  — Карандышев
- «Преступление и наказание» Ф. Достоевского — Раскольников
- «Ещё не вечер» В. Пановой — Олесов
- «Смерть Ивана Грозного» А. К. Толстого — Иван Грозный
- «Джордано Бруно» О. Окулевича — Джордано Бруно
- «Иду на грозу» Д. Гранина — Крылов

#### 1970-1980 гг.
- «Альберт Эйнштейн» Н. Погодина — Альберт Эйнштейн
- «Борис Годунов» А. С. Пушкина — Борис Годунов
- «Отелло» В. Шекспира  — Отелло
- «Зимняя сказка» В. Шекспира — король Леонт
- «Смерть Ивана Грозного» А. К. Толстого — Иван Грозный

#### Моноспектакли
- «Борис Годунов», «Моцарт и Сальери», «Скупой рыцарь» А. С. Пушкина
- «Последняя лента Краппа» С. Беккета
- «Два приключения Лемюэля Гулливера» Ежи Брошкевича
- «Пётр Петрович Каратаев» по рассказу И. Тургенева

### Фильмография
- 1963 — Улица Ньютона, дом 1 — Шальнов
- 1967 — На большой дороге (А. Чехов), фильм-спектакль — Борцов
- 1968 — Моё сердце в горах (У. Сароян), фильм-спектакль — МакГрегор
- 1968 — Зыковы, фильм-спектакль — Муратов
- около 1970 — Золотая роза, (К.Паустовский), фильм-спектакль Лен ТВ
- 1970 — Двадцать седьмой неполный, фильм-спектакль — от автора
- 1976 — Если я полюблю… — начальник строительства
- 1992 — Томас Бекет, фильм-спектакль — кардинал Замбелли

## Литературные произведения
Трагедия «Джордано Бруно» (1965 г.; Изд-во: М.: Искусство)